# 帕拉西奥斯德萨纳夫里亚
帕拉西奥斯德萨纳夫里亚，是西班牙卡斯蒂利亚-莱昂萨莫拉省的一个市镇。总面积37平方公里，2015年总人口261人，人口密度7人/平方公里。